# Lubanów (Sieradz)
Pour les articles homonymes, voir Lubanów.
Lubanów est une localité polonaise de la gmina de Błaszki, située dans le powiat de Sieradz en voïvodie de Łódź.